# Ian Stark
Ian David Stark, OBE  (Galashiels, 22 de fevereiro de 1954) é um ex-ginete de elite britânico, medalhista olímpico do CCE.

## Carreira
Ian Stark representou seu país nos Jogos Olímpicos de 1984, 1988, 1992, 1996 e 2000, na qual conquistou no CCE a medalha de prata, por quatro oportunidades. 